# دوکو تلخنکامپ
دوکو تلخنکامپ (هلندی: Duco Telgenkamp؛ زادهٔ ۱۷ ژوئیهٔ ۲۰۰۲) بازیکن هاکی روی چمن اهل هلند است.